# 973 a.C.

## Eventos
- Assurresisi II acede o trono.